# Pinczer austriacki
Pinczer austriacki (Österreichischer Pinscher) – rasa psa zaliczana do grupy pinczerów, wyhodowana w Austrii, użytkowana początkowo jako wszechstronny pies gospodarski, a współcześnie jako pies stróżujący i pies-towarzysz. Nie podlega próbom pracy.

## Rys historyczny
Jak podaje prof. Hauck (badacz i twórca rasy) pinczer austriacki występował na obszarach nad Dunajem już 4000 lat temu, gdzie pełnił funkcje psa wiejskiego. Ze względu na niepewne pochodzenie wielu osobników tej rasy, jak i problemy z jednolitym typem tych psów, Hauck miał początkowo problemy z uruchomieniem planowanej hodowli oraz z zarejestrowaniem rasy. W 1927 roku przedstawił on wzorzec pinczera austriackiego, który został uznany przez FCI w październiku tego roku.

## Klasyfikacja FCI
W klasyfikacji FCI rasa ta została zaliczona do grupy II, w sekcji psów w typie pinczera i sznaucera w podsekcji pinczerów.

## Wygląd
Pies średniej wielkości, o ogonie kopiowanym lub naturalnie szczątkowym.

### Szata i umaszczenie
Szata jest krótka, ale nie tak jak u pinczera miniaturowego, czy średniego, włos jest nieco dłuższy zwłaszcza na udach i w okolicach szczytu łopatek oraz twardy. Umaszczenie występuje czarne, płowe, kasztanowe lub rude z białymi znaczeniami.

## Użytkowość
Pinczer austriacki pełnił rolę psa wiejskiego, do zadań którego należało pilnowanie i zaganiane zwierząt hodowlanych, a także tępienie szkodników takich jak gryzonie. Współcześnie jest hodowany jako pies stróżujący i rodzinny.

## Popularność
Rasa ta jest spotykana w Polsce, ale pogłowie psów tej rasy jest bardzo niewielkie. W latach 90. XX wieku w Austrii zarejestrowanych było ok. 50 pinczerów austriackich.